# Нагай Василь Георгійович
Василь Георгійович Нага́й (4 квітня 1914, Решетилівка — 10 грудня 1982, Київ) — український радянський мистецтвознавець.

## Біографія
Народився 4 квітня 1914 року в містечку Решетилівці (тепер місто Полтавської області, Україна). Протягом 1933—1937 років навчався у Київському художньому інституті. Член ВКП(б) з 1939 року.
Протягом 1938—1954 році працював у Центральному будинку народної творчості; протягом 1954—1982 років — директор Музею українського народного декоративного мистецтва. Помер у Києві 10 грудня 1982 року.

## Праці
Автор праць і статей з питань українського народного декоративного мистецтва XX століття, зокрема про творчість Катерини Білокур.
уклав альбоми
- «Українські декоративні розписи» (1957);
- «Українські вишивки» (1957);
- «Катерина Василівна Білокур» (1959; 1975);
- «Українська народна творчість» (1963);
- «Українські народні декоративні розписи» (1968);

брав участь у колективних працях
- «Українське народне декоративне мистецтво» (1964);
- «Українське народне мистецтво» (1967);
- «Державний музей українського народного мистецтва УРСР» (1968).